# Balbagathis discuspis
Balbagathis discuspis és una espècie d'insecte dípter pertanyent a la família dels psicòdids.

## Descripció
- El mascle fa entre 1,30-1,35 mm de llargària a les antenes, mentre que les ales li mesuren 1,53-1,78 de longitud i 0,58-0,65 d'amplada.
- La femella no ha estat encara descrita.[3]

## Distribució geogràfica
Es troba a Centreamèrica: Costa Rica.